# ポール・ジェルベー

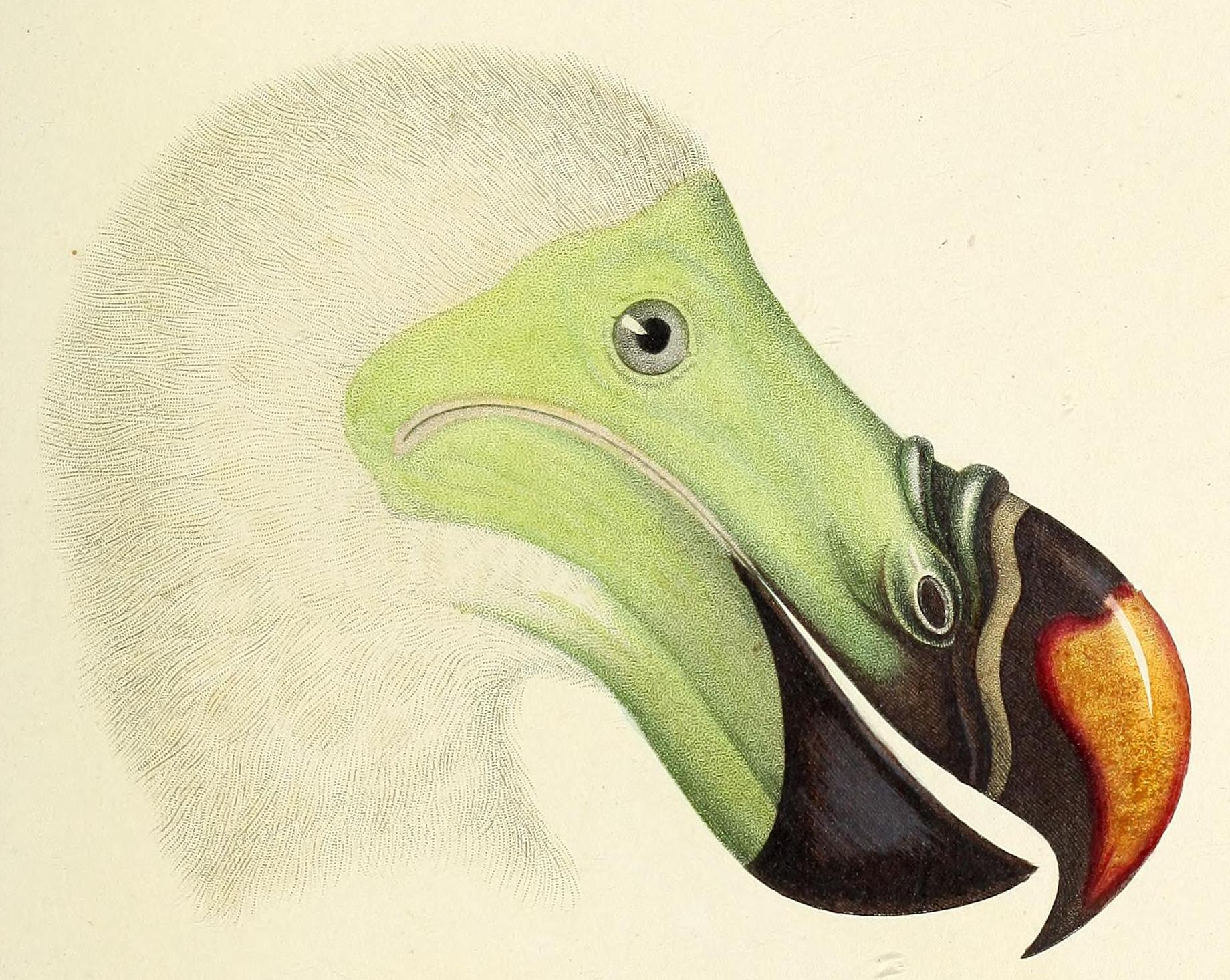
ドードーの頭。Atlas de Zoologie, Paul Gervais, 1844による詳細なイラスト

ポール・ジェルベー（Paul Gervais、1816年9月26日 - 1879年2月10日）は、フランスの古生物学者、昆虫学者。

## 経歴
パリで生まれ、理学博士と医学博士の学位を取得し、1835年に国立自然史博物館の比較解剖学の研究室の助手として古生物学の研究を始めた。1841年、モンペリエの理学部の動物学と比較解剖学の長となり、1856年には学部長に任命された。1848年から1852年までに重要な作品であり、ジョルジュ・キュヴィエとアンリ・ブランヴィルによる古生物学の出版物を補足する書であるZoologie et paléontologie françaises（『フランスの動物学と古生物学』）を著した。大幅に改定された第2版は1859年に発行されている。1865年、ルイ・ピエール・グラチオレの死によって空席となったソルボンヌの動物学の教授職を受けた。1868年にこのポストを離れ、パリの自然史博物館の比較解剖学長となった。自然史博物館の解剖学的コレクションは、ジェルベーにより大幅に充実された。1879年2月10日にパリで死去した。
フロレンティーノ・アメギノによると、ブエノスアイレス州知事フアン・マヌエル・デ・ロサスから手に入れた化石のコレクションを研究した。それ以前はこのコレクションはFrancisco Javier Muñizによりブエノスアイレス州に寄贈または強制的に寄贈されていた。

## レガシー
ジェルベーの名前は次の分類群の俗称および学名に遺っている。
- ヘビの一種 Calamaria gervaisii.[3]
- クジラ目の種ヒガシアメリカオウギハクジラ（英語名Gervais' beaked whale）

## 著書
前述した著作の他に以下の著作を残している。
- with Charles Athanase Walckenaer Histoire naturelle des insectes (4 vols., 1836–1847)
- Zoologie et paléontologie françaises (1848–1852)
- Histoire naturelle des Mammifères (1853)
- Zoologie médicale (1859), mit Pierre-Joseph van Beneden
- Recherches sur l'ancienneté de l'homme et la période quaternaire (1867)
- Zoologie et Paléontologie générales (1867)
- Ostéographie des cétacés vivants et fossiles (1869),with Pierre-Joseph van Beneden

## ジェルベーにより最初に記述された種
- Brachistosternus ehrenbergii
- ヒガシアメリカオウギハクジラ

## レファレンス
1. 1 2  Chisholm 1911, p. 907.
2. ↑  Barquez, Rubén M.; Díaz, M. Mónica (2014). “History of mammalogy in Argentina”. In Ortega, José (Spanish). Historia de la mastozoología en Latinoamérica, las Guayanas y el Caribe. Editorial Murciélago Blanco y Asociación Ecuatoriana de Mastozoología. pp. 15–50 2020年9月閲覧。 エラー: 閲覧日は年・月・日のすべてを記入してください。（説明）
3. ↑  Beolens, Bo; Watkins, Michael; Grayson, Michael (2011). The Eponym Dictionary of Reptiles. Baltimore: Johns Hopkins University Press. xiii + 296 pp. ISBN 978-1-4214-0135-5. ("Gervais", p. 100).

- この記事にはアメリカ合衆国内で著作権が消滅した次の百科事典本文を含む: Chisholm, Hugh, ed. (1911). “Gervais, Paul”. Encyclopædia Britannica (英語). Vol. 11 (11th ed.). Cambridge University Press. p. 907.